# Berényi László (újságíró, 1851–1931)
Berényi László, 1878-ig Behr (Paks, 1851. szeptember 4. – Budapest, 1931. december 17.) újságíró, közgazdasági szakíró, lapszerkesztő.

## Élete
Behr Ármin földbirtokos és Steiner Betti fia. Középiskoláit szülővárosában, Budapesten és Münchenben végezte. Jogi tanulmányokat Budapesten és Bécsben folytatott, majd Európa több országában tanulmányutat tett. 1869-től már verseket és színibírálatokat küldött különböző fővárosi lapokba. Versei eleinte gyermeklapokban jelentek meg (1869), később a Családi Körben és Hölgydivatlapban. 1875-től a Pesti Napló párizsi levelezője, 1878-tól Budapesten a Nemzet segédszerkesztője volt. 1879-ben megalapította a Magyar Föld című közgazdasági napilapot, amely azonban néhány hónappal később megszűnt. 1880-tól a Pesti Hírlap munkatársaként dolgozott. 1881. május 28-án az egész szerkesztőséggel együtt kilépett és részt vett a Budapesti Hírlap megalapításában, amelynek haláláig tagja maradt. Elsősorban vezércikkeket és tárcákat írt. 1894-től 1896-ig a közgazdasági rovat vezetője, majd néhány évig a lap bécsi levelezője volt. Halálát szívhűdés okozta.
A Kerepesi úti temetőben helyezték végső nyugalomra egy, a főváros által adományozott díszsírhelyen.

## Magánélete
Felesége Friedmann Ignác kereskedő és Spielberger Fanni lánya, Hermin volt, akit 1887. május 1-jén Budapesten vett nőül.